# كيفين لاكروز
كيفين لاكروز (بالإسبانية: Kevin Lacruz Coscolín)‏ (مواليد 13 فبراير 1992 في سرقسطة - إسبانيا) لاعب كرة قدم إسباني يلعب حاليا لصالح نادي الدرجة الأولى ريال سرقسطة الإسباني منذ 2008 في مركز الوسط المحوري .

## روابط خارجية
- كيفين لاكروز على موقع الاتحاد الدولي (مؤرشف)  (الإنجليزية)
- كيفين لاكروز على موقع الاتحاد الأوربي (الإنجليزية)
- كيفين لاكروز على موقع قاعدة بيانات كرة القدم.إي يو (الإنجليزية)
- كيفين لاكروز على موقع Soccerway.com (الإنجليزية)
- كيفين لاكروز على موقع عالم كرة القدم.نت (الإنجليزية)
- كيفين لاكروز على موقع كووورة
- كيفين لاكروز على موقع GSA (الإنجليزية)